# Abdoulaye Mbaye
Abdoulaye Mbaye (Dakar, 13 novembre 1973) è un ex calciatore senegalese, di ruolo attaccante.

## Carriera

### Club
Mbaye giocò per Wydad Casablanca e Club Africain, prima di passare ai norvegesi del Tromsø. Esordì nella Tippeligaen il 9 settembre 2000, subentrando a Miika Koppinen nella vittoria per 2-0 sul Rosenborg. Il 15 ottobre successivo, arrivarono le prime reti: fu infatti autore di una doppietta nel 5-2 inflitto allo Haugesund.
Nel 2002, si trasferì ai cinesi dello Shanghai Zhongyuan, ma nel 2003 tornò in Norvegia per militare nelle file del Vålerenga. Esordì in squadra il 14 settembre, sostituendo Karel Snoeckx nel pareggio per 1-1 contro il Bodø/Glimt. Nel 2004, giocò allo Start ma non scese mai in campo. L'anno seguente, firmò un accordo con l'Aalesund, disputando il primo incontro in data 10 aprile 2005: fu titolare nel pareggio per 2-2 in casa del Rosenborg. L'unico gol arrivò il 16 giugno, nel pareggio per 2-2 contro il Molde.

### Nazionale
Mbaye giocò 3 partite per il Senegal, con una rete all'attivo. Fece parte della squadra che partecipò alla Coppa d'Africa 2000.